# خورخي كاستانيدا إي ألفاريز دي لا روزا
خورخي كاستانيدا إي ألفاريز دي لا روزا (بالإسبانية: Jorge Castañeda y Álvarez de la Rosa)‏ هو وزير ومحامي ودبلوماسي مكسيكي، ولد في 1 أكتوبر 1921 في مدينة مكسيكو في المكسيك، وتوفي بنفس المكان في 11 ديسمبر 1997.

## وصلات خارجية
- خورخي كاستانيدا إي ألفاريز دي لا روزا على موقع مونزينجر (الألمانية)